# Bodil du meilleur directeur de la photographie
Le prix Bodil du meilleur directeur de la photographie (en danois : Bodilpris for bedste fotograf) est un prix décerné chaque année aux Bodil Awards par l'Association danoise des critiques de cinéma à un directeur de la photographie.
Les récompenses sont décernées la première fois en 2006, cependant l'Association danoise des critiques de cinéma a récompensé des directeurs de la photographie dès 1949.

## Histoire
Entre 1953 et 1983, le prix honorifique a été décerné à dix autres reprises à des directeurs de la photographie, huit fois en tant que récompenses pour le tournage de films spécifiques et deux fois en tant que récompenses pour l'ensemble de leurs réalisations : en 1953, à Kjeld Arnholtz pour le tournage de The Crime of Tove Andersen,, en 1960 à Henning Bendtsen pour le tournage de Paw, un garçon entre deux mondes (1959),,, en 1964 à Henning Kristiansen pour le tournage de Hvad med os? (da) (1963) et School for Suicide (1964),,, en 1971 à Henning Camre pour le tournage de Giv Gud en chance om søndagen,, en 1972 à Carsten Behrendt-Poulsen pour le tournage de Lenin, You Rascal, You (1972),, en 1976 et en 1977 comme récompenses pour l'ensemble de leur carrière à Mikael Salomon et Dirk Brüel (da) respectivement,,, en 1978 à Alexander Gruszynski pour le tournage du documentaire Jenny (da) (1977),, en 1982 à Dan Laustsen pour le tournage de Gummi Tarzan (1981), et en 1983 à Jan Weincke pour le tournage de L'Arbre de la connaissance (1981) et Zappa (1983),.
De 2000 à 2005 (sauf 2003), un prix de directeur de la photographie externe nommé sans statuette Bodil a été décerné sous trois noms différents, Johan Ankerstjernes Fotografpris (Johan Ankerstjerne's Cinematographer Award) (2000–2002) du nom de Johan Ankerstjerne, Kodak og Nordisk Postproductions Fotografpris (Kodak and Nordic Postproduction's Cinematographer Award) en 2004, et Nordisk Film Lab og Kodaks Fotografpris (Nordic Film Lab et Kodak Cinematographer Award) en 2005.
- 2000 : Dirk Brüel (da) pour Magnetisörens femte vinter – comme Johan Ankerstjernes Fotografpris[20],[21],[22],[23].
- 2001 : Eric Kress pour A Place Near – comme Johan Ankerstjernes Fotografpris[24],[25],[26]
- 2002 : Dan Laustsen – comme Johan Ankerstjernes Fotografpris[27],[28]
- 2003 : Aucun prix décerné[29].
- 2004 : Anthony Dod Mantle – comme Kodak et Nordisk Postproductions Fotografpris[30],[31],[32],[33].
- 2005 : Morten Søborg (de) – comme Nordisk Film Lab et Kodaks Fotografpris[34],[35],[36].

Depuis 2006, le prix Bodil du meilleur directeur de la photographie est décerné chaque année en tant que prix spécial avec une statuette Bodil. À ce titre, le prix a été décerné pour la première fois lors des 59e Bodil Awards en 2006 à Manuel Alberto Claro.

## Récipiendaires

### Années 2000
- 2006 : Manuel Alberto Claro pour Allegro et Dark Horse[38],[39],[40]
- 2007 : Jørgen Johansson (da) pour Prague[41],[42],[43]
- 2008 : Dan Laustsen[44],[45]
- 2009 : Jørgen Johansson (da) pour Terriblement heureux (2008) et Les Soldats de l'ombre (2008)[41]

### Années 2010
- 2010 : Anthony Dod Mantle pour Antichrist[46]
- 2011 : Lars Skree (da) pour Armadillo[47]
- 2012 : Manuel Alberto Claro pour Melancholia[48]
- 2013 : Rasmus Videbæk pour Royal Affair
- 2014 : Charlotte Bruus Christensen pour La Chasse
- 2015 : Niels Thastum pour Når dyrene drømmer[49],[50]
- 2016 : Magnus Nordenhof Jønck pour Key House Mirror, Bridgend et A War[51],[52]
- 2017 : Maria von Hausswolff pour Parents (Forældre)[53]
- 2018 : Maria von Hausswolff pour Winter Brothers[54],[55],[56],[57]
- 2019 : Nadim Carlsen pour Holiday[58],[59],[60].

### Années 2020
- 2020 : Jasper Spanning (no) pour Dronningen[61],[62],[63]
- 2021 : Louise McLaughlin pour Vores mand i Amerika[64],[65]
- 2022 : Rasmus Videbæk pour Margrete den første
- 2023 : Maria von Hausswolff pour Vanskapte land

### Sources
- Tad Hammer, International Film Prizes: An Encyclopedia, Garland, 1991 (ISBN 978-0-8240-7099-1, OCLC 23176959, lire en ligne)
- (da) M. Piil, Gyldendals danske filmguide, Gyldendal, 2008 (ISBN 978-87-02-06669-2, OCLC 474736058, lire en ligne)